# Space Alert
Space Alert est un jeu de plateau tchèque de Vlaada Chvatil publié en 2008. Dans ce jeu coopératif, les joueurs incarnent l'équipage d'un vaisseau d'exploration qui sort de l'hyper-espace pour cartographier une zone de l'espace. Ils doivent faire en sorte que le vaisseau ne soit pas détruit par les ennemis qu'il rencontre pendant sa cartographie qui dure entre 7 et 12 tours. Une fois son travail terminé, le vaisseau rentre à la base. Si le vaisseau n'a pas été détruit, les joueurs ont gagné.

## Mécanisme de jeu

### Phase de programmation
La première est une phase de programmation des actions. Elle est rythmée par un cd qui sert de chronomètre, annonce des évènements spéciaux comme les attaques extra-terrestres, les ruptures de communication ou la possibilité de piocher des cartes d'action. Pendant cette phase limitée dans le temps les joueurs doivent se coordonner pour faire face aux menaces qui les attendent. Le CD contribue à mettre une ambiance de stress et d'urgence autour de la table lors de cette phase de jeu. 

### Phase d'action
La seconde phase consiste à dérouler la programmation que les joueurs ont établi lors de la première phase. À ce stade, les joueurs n'ont plus de choix à effectuer, ils se contentent d'observer le résultat de leur programmation. 
Les joueurs découvrent alors ce qui s'est réellement passé, ce qui est souvent différent de ce qu'ils pensaient faire dans le feu de l'action. Ainsi certaines actions peuvent être retardées ou certains dégâts au vaisseau peuvent affecter son fonctionnement. 

### Objectifs
L'objectif du jeu est de survivre jusqu'à la fin des tours. En fonction des dommages encaissés et de certaines actions menées, un système de points permet d'évaluer la performance de l'équipe. 

## Extension
L'extension Space Alert : The New Frontier, éditée en 2010, ajoute du contenu et de nouvelles règles :
- De nouveaux ennemis blancs et jaunes, qui rééquilibrent l'usage de certaines mécaniques du jeu (boucliers, etc).
- Des ennemis plus forts, rouges, pour les explorateurs chevronnés.
- Un CD avec de nouvelles missions qui contiennent plus d'ennemis ainsi que des nouvelles cartes double action, qui permettent aux joueurs de faire 2 actions par tour, condition nécessaire pour réussir ces nouvelles missions.
- Un système de spécialisation pour les joueurs.
- Un système d'expérience pour améliorer les compétences des joueurs au fur et à mesure des parties.

## Récompenses
Space Alert a été récompensé en 2009 pour son originalité au BoardGameGeek Golden Geek de Dallas et obtenu le prix Spiel des Jahre New Worlds Game.